# 災難遇害者辨認組
災難遇害者辨認組（英文：Disaster Victims Identification Unit，縮寫：DVIU）於1981年成立，隸屬於香港警務處人事及訓練處香港警察學院偵緝訓練科，主要責任為在大型災害中辨認遇害者身份、攝影及記錄伏屍地點，處理死者財物及其他一切遺物等，並且協助香港消防處調查天災的起因等等。

## 組織
災難遇害者辨認小組由香港警察學院偵緝訓練科主管（警司）出任主管，編制由正在接受標準偵緝訓練課程的人員所組成，全部屬於兼任崗位，人員的出勤過程均會被詳細記錄（包括表格、草圖、相片及錄影帶等）。於執行任務時，每具遺體均由一名督察或者警長帶領3至4名警員處理。

## 訓練
人員需要接受學習填寫遇難者辦認表格及災難遇害者辦認訓練等，內容包括在模擬火災及空難等災難情況下練習，學員需要在惡劣的環境下在現場搜索是否有人體殘肢、屍體或骨灰，記錄伏屍地點，然後將遺體安全地放進屍體袋內。此外，亦需要留意遇害者是否留有遺物，以協助辨認死者的身份，下一步則是向遺孀搜集死者生前的醫療報告等，然後將所有資料有系統地整合，以確定死者身份。

## 裝備

### 通訊器材
- 對講機
- 後備電池

### 個人保護裝備
- 保護衣
- 口罩
- 空氣過濾器
- 頭盔
- 手套
- 安全靴

### 其他
- 電筒
- 照相機
- 膠卷
- 記事簿
- 斜揹袋
- 個人背包
  - 遇害者登記表格
  - 厚手套
  - 屍體袋
- 挖掘工具

## 大事記
- 1991年8月南中國海油輪海難，共辨認了18具屍體。
- 嘉利大廈火災事件，共辦認了41具屍體。
- 屯門公路雙層巴士墮坡事故
- 南亞海嘯，共辦認了38具屍體[6]。
- 龍鼓水道撞船意外，共辦認了18具屍體。
- 2011年花園街排檔大火，憑倒臥於災場的骸骨及黏附於前梯梯間棄置物品的骨灰辨認了6名遇害者，其餘3名遇害者則送院不治。[7]
- 南丫島撞船事故[8][9][10]，大批遺體被護送往水警香港仔基地，災難遇害者辨認組出動150名人次參與辨認身份事務，再在葵涌殮房安排家屬辨認[11]。
- 2012年12月22日新田公路火燒車意外，憑黏附於私家車殘骸的骨灰辨認了2名遇害者。
- 埃及樂蜀熱氣球事件，憑黏附於熱氣球殘骸的骨灰辨認了9名港人的遺體[12][13][14][15][16][17][18][19]
- 大埔公路雙層巴士翻側事故，在現場共辦認了18具屍體，另外1名遇害者在醫院過世。
- 粉嶺公路九巴撞樹案，在現場共辦認了5具遺體，另外1名遇害者在醫院過世。

## 相關參見
- 重大事件調查及災難支援工作系統